# Dionisi de Cirtos
Dionisi (en grec antic: Διονύσιος, llatí: Dionisius) va ser un metge de l'antiga Grècia natural de la localitat egípcia de Cirtos (Κυρτός). Gairebé no se sap res de la seva vida, la seva època ni la seva obra.
És conegut gràcies a una entrada de l'obra d'Estèfan de Bizanci, que diu que fou un metge reconegut, citant com a autoritat Filó de Biblos a la seva perduda Història de la medicina.
Smith, seguint Meursius, proposa de relacionar-lo amb un Dionisi citat per Celi Aurelià, per situar-lo entorn del segle iii aC. La Realencyclopädie, per la seva banda, l'identifica amb un personatge esmentat per Oribasi.